# کاظم‌آباد (مشهد)
کاظم‌آباد روستایی در دهستان طوس بخش مرکزی شهرستان مشهد استان خراسان رضوی ایران است.

## جمعیت
بر پایه سرشماری عمومی نفوس و مسکن در سال ۱۳۹۵ جمعیت این روستا ۱٬۵۰۱ نفر (۴۲۰خانوار) بوده‌است.